# 安娜·陶德
安娜·芮妮·陶德（英語：Anna Renee Todd，1989年3月20日—）是一名美國女小說家，擅長撰寫成人向的愛情作品。陶德在電子書平台Wattpad上開始她的文學生涯。2013年起，她在上連載的愛情小說《禁忌世代I：邂逅》（After）已在該平台創下超過15億次的觀看次數；後由Gallery Books於2014年出版成冊。獲得廣大知名度及高身價的她被《柯夢波丹》譽為「她這一代最重大的文學怪象」。

## 早期生活
安娜·陶德出生於俄亥俄州代頓。陶德的學歷僅到高中，她本希望自己能成為家中首位取得大學學位的人，但最後仍未取得文憑。

## 職業生涯
在受到喜愛的團體1世代的啟發後，她於2013年起在上連載的愛情小說《禁忌世代I：邂逅》（After）；不久後，《禁忌世代I：邂逅》很快地成為了上閱讀量最高的作品。截至2014年5月，該作品已在該平台創下超過15億次的觀看次數；後由Gallery Books於2014年出版成冊。西蒙與舒斯特也將《禁忌世代I：邂逅》以30多種語言出版至全球市場，並在義大利、德國、法國、西班牙成為了暢銷書籍，共賣出了1500萬份。
獲得廣大知名度及高身價的她被《柯夢波丹》譽為「她這一代最重大的文學怪象」。
2015年6月，宣布她的新書將於該年底出版，是《禁忌世代I：邂逅》的前傳小說。
陶德的作品也被看上製作成改編電影；2014年10月，派拉蒙影業買下了《禁忌世代I：邂逅》的電影改編權。但也由於該書是以1世代成員哈利·史泰爾斯為主角，使得許多1世代粉絲對於史泰爾斯在該書中的形象及描寫而感到不滿，甚至要求派拉蒙撤下電影改編計劃。這使陶德將書中角色的名字進行更動，但故事仍維持原狀。2018年7月10日，宣布該片定由珍妮·蓋格（Jenny Gage）執導，蘇珊·麥克馬爾頓（Susan McMartin）編劇，並由約瑟芬·蘭福德（Josephine Langford）和希羅·范恩斯·提芬主演。改編電影《禁忌世代：邂逅》於2019年4月12日在美國上映。
2016年秋季，陶德在新羅曼史展（New Romance Festival）上獲得了最佳新羅曼作家獎。

## 個人生活
陶德本身是英國團體1世代成員哈利·史泰爾斯的粉絲，這也成為了她創作《禁忌世代I：邂逅》的靈感。
陶德於高中畢業後（18歲）就嫁給了她的軍人丈夫喬丹（Jordan）；之後，兩人搬到了德克薩斯州胡德堡，她在那的华夫饼屋及猶他彩妝的化妝櫃檯工作。
她本身是安娜麗妮·麥考德的反奴隸制組織之支持者。

## 作品列表
- 《禁忌世代I：邂逅》（After，2014年10月出版）[12]
- 《禁忌世代II：衝撞》（After We Collided，2014年11月出版）
- 《禁忌世代III：依戀》（After We Fell，2014年12月出版）
- 《禁忌世代IV：獨愛》（After Ever Happy，2015年2月出版）
- （2015年12月出版）
- （2016年9月出版）
- （捐贈，2016年4月出版）
- （2016年12月出版）
- （2018年1月出版）[13]

## 外部連結
- 官方网站
- 安娜·陶德在互联网电影资料库（IMDb）上的資料（英文）
- 安娜·陶德的X（前Twitter）
- 安娜·陶德的Instagram帳戶
- 安娜·陶德的Facebook專頁
- 《After》[]於Wattpad上